# Franz von Schluga
Franz Sales Freiherr von Schluga auf Rastenfeld (* 13. Mai 1813 in Klagenfurt; † 27. Januar 1889 in Graz) war ein österreichischer Beamter und Politiker und Landespräsident von Kärnten aus dem Adelsgeschlecht Schluga auf Schloss Rastenfeld.

## Familie
Von Schluga war der Sohn des ständischen Ausschussrates und Landstandes in Tirol Franz Sales Freiherr von Schluga auf Rastenfeld (* 16. Oktober 1751; † 12. Februar 1828) und dessen Ehefrau Anna geb. Freiin zu Rechbach. Er war römisch-katholisch und heiratete am 10. Januar 1853 Mathilde Freiin Daublesky von Sterneck (* 1822; † 3. Februar 1889). Aus der Ehe ging ein Sohn hervor. Er war Schwager von Otto Freiherr von Sterneck zu Ehrenstein-Daublebsky.

## Leben
Von Schluga schlug eine Beamtenlaufbahn ein und war ab 1837 als Konzeptspraktikant, 1845 bei der Hofkanzlei, und 1847 als Konzipist beim illyrischen Gubernium tätig. 1853 wurde er Statthaltereirat in Ofen. Im Jahr 1856 wurde er zum Hofrat bei der Landesregierung für die Krakauer Verwaltungsgebiete befördert und 1859 dort auch Stellvertreter des Präsidenten in der ständigen Landeskommission für Personalangelegenheiten der gemischten Bezirksämter, anschließend bei der Statthalterei in Linz. Vom 29. März 1861 bis zum 8. Jänner 1867 war er Landespräsident von Kärnten und wurde danach in den Ruhestand versetzt, den er in Graz verlebte.
Er war daneben Präsident der Grundlasten-Ablösungs- und Regulierungs-Landes-Kommission, Protektor der Landwirtschaftlichen Gesellschaft, des Seidenkultur-Vereins in Kärnten und des Taubstummen-Instituts in Klagenfurt.
Vom 8. Januar 1863 (er wurde in eine Nachwahl nach dem Rücktritt von Georg Anton Graf Thurn-Valsassina gewählt) bis zum 2. Januar 1867 war er Abgeordneter im Kärntner Landtag. Er gehörte dem Klub Verfassungstreuer Großgrundbesitz an.